# 2A28 Grom

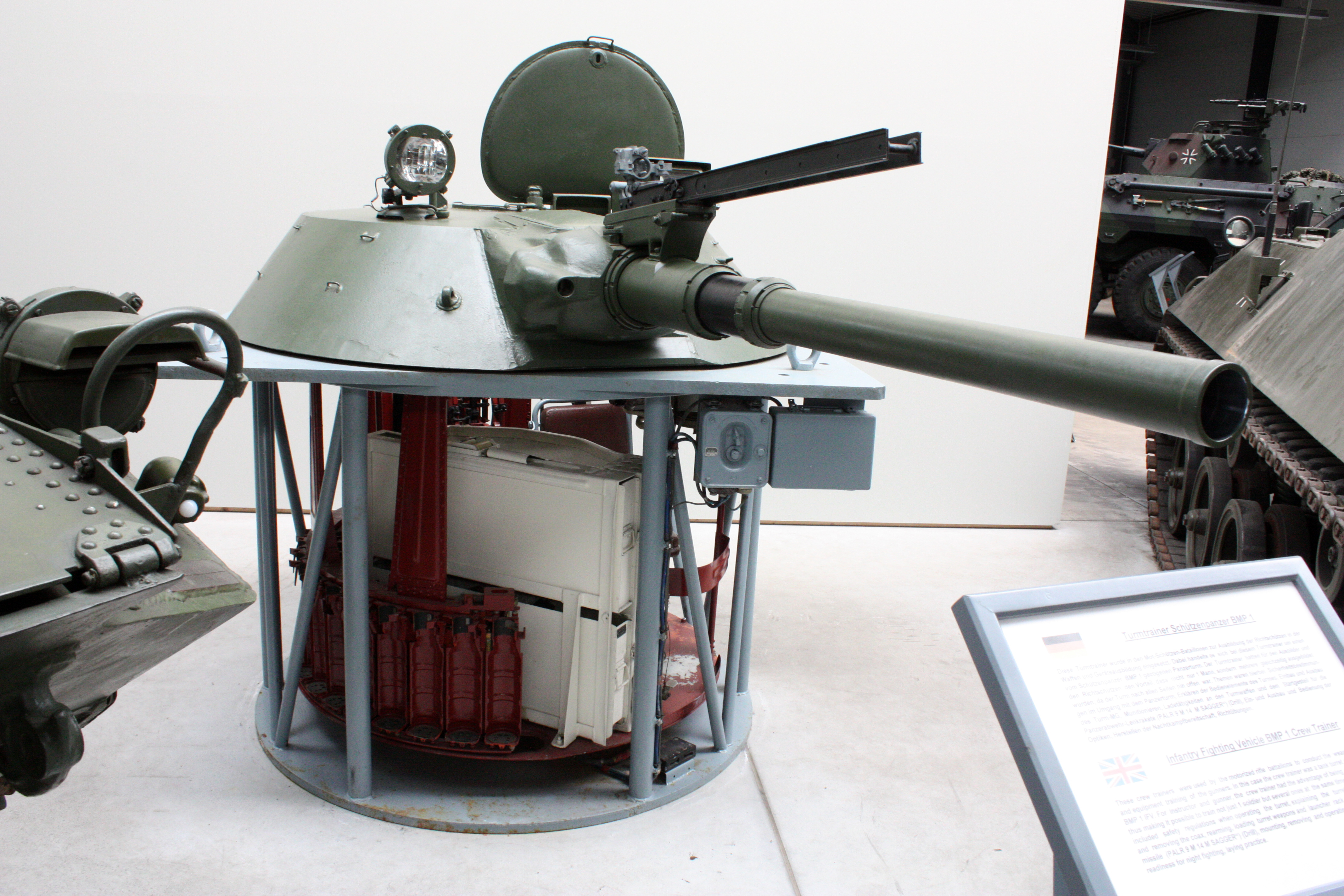
Wieża BMP-1 z armatą 2A28 „Grom”

2A28 „Grom” – 73 mm półautomatyczna armata konstrukcji radzieckiej stanowiąca główne uzbrojenie bojowego wozu piechoty BMP-1 (Obiekt-765).
Jest w uzbrojeniu Wojska Polskiego. Półautomatyka armaty działa na zasadzie odrzutu lufy. Jej przeznaczeniem jest niszczenie i obezwładnianie siły żywej, opancerzonych pojazdów bojowych, a także stanowisk ogniowych, które znajdują się w umocnieniach drewniano–ziemnych i lekkich polowych oraz w zabudowaniach typu miejskiego.
Do strzelania stosuje się naboje z pociskami przeciwpancernymi PG-15W o masie 2,6 kg oraz odłamkowymi OG-15W o masie 3,7 kg.
Lufa gładka, posiada zamek klinowy o ruchu pionowym z mechanizmem półsamoczynnego działania. Oporopowrotnik hydrauliczno-sprężynowy typu współśrodkowego, kołyska cylindryczna. Mechanizm podniesieniowy łukowo-zębaty.
Ładowanie armaty wykonywane jest za pomocą zmechanizowanego układu zasilania amunicją lub ręcznie. Odpalanie naboju elektryczne z sieci pokładowej lub w razie awarii z generatora – dublera, który uruchamiany jest ręcznie.
- masa armaty – 115 kg[2]
- długość – 2195 mm
- kąt ostrzału: w płaszczyźnie pionowej – 5° do +30°, poziomej 360°
- maksymalna odległość strzelania nabojami ppanc. – 1300 m, odłamkowymi – 4500 m
- prędkość początkowa: pocisku ppanc. – 400 m/s, odłamkowego – 290 m/s
- szybkostrzelność: 6 – 8 strz./min